# Вересна (заказник)
Вересна — ботанічний заказник місцевого значення в Україні. Розташований у межах Звягельського району Житомирської області, на північний схід від села Вересна. 
Площа 56 га. Статус присвоєно згідно з рішенням облвиконкому від 23.12.1991 року № 360. Перебуває у віданні ДП «Новоград-Волинське ДЛМГ» (Ярунське лісництво, кв. 53). 
Статус присвоєно для збереження частини лісового масиву з насадженнями дуба, вільхи, осики.